# Тюо-ку (Ниигата)
Тюо-ку (яп. 中央区) — район города Ниигата префектуры Ниигата в Японии. По состоянию на 1 июня 2013 года население района составило 182 477 человек, плотность населения — 4 880 чел / км ².
Тюо-ку включает в себя исторические кварталы Ниигаты: Соноки, Нуттари, Тояно, Фурумати и Ямагата.

## История
Район Тюо-ку был создан 1 апреля 2007 года, когда Ниигата получила статус города, определённого указом правительства.

## Транспорт
Японские национальные дороги (кокудо):
- 7, 8, 17, 49, 113, 116, 345, 350, 402, 403, 459,

Железнодорожный:
- Линия Этиго: станции Хакусан и Сэкия.

## Достопримечательности
- Мост Бандай
- Конференц-центр Токи Мэссэ
- Парк Хакусан